# Villaquirán de los Infantes
Villaquirán de los Infantes ist ein Ort und eine Gemeinde (municipio) mit 138 Einwohnern (Stand: 2024) in der Provinz Burgos in der nordspanischen Autonomen Region Kastilien-León. Die Gemeinde gehört zur Comarca Odra-Pisuerga. Zur Gemeinde gehört neben dem Hauptort noch die Ortschaft Villanueva de Carretas. Kleinere Siedlungseinheiten sind La Estación und El Hormiguero.

## Lage
Villaquirán de los Infantes liegt in der kastilischen Hochebene (meseta) in einer Höhe von etwa 815 m und etwa 30 Kilometer in westsüdwestlicher Entfernung von der Stadt Burgos. Durch die Gemeinde führt die Autovía A-62 von Burgos nach Palencia und Valladolid.

## Bevölkerungsentwicklung
| Jahr      | 1981 | 1991 | 2001 | 2011 | 2021 |
| Einwohner | 296  | 222  | 221  | 148  | 151  |

## Wirtschaft
Die Region ist seit Jahrhunderten wesentlich von der Landwirtschaft geprägt; die Bewohner früherer Zeiten lebten hauptsächlich als Selbstversorger, aber auch Handwerk und Kleinhandel spielten eine Rolle. Ein Schwerpunkt lag auf der Anzucht von Bäumen aller Art, die letztlich in ganz Zentralspanien angepflanzt wurden.

## Sehenswürdigkeiten
- Kirche Mariä Geburt (Iglesia de la Natividad)
- Enthauptung-des-Johannes-Kirche (Iglesia de la Degollación de San Juan) in Villanueva de Carretas
- Einsiedelei San Flaviano in Villanueva de Carretas

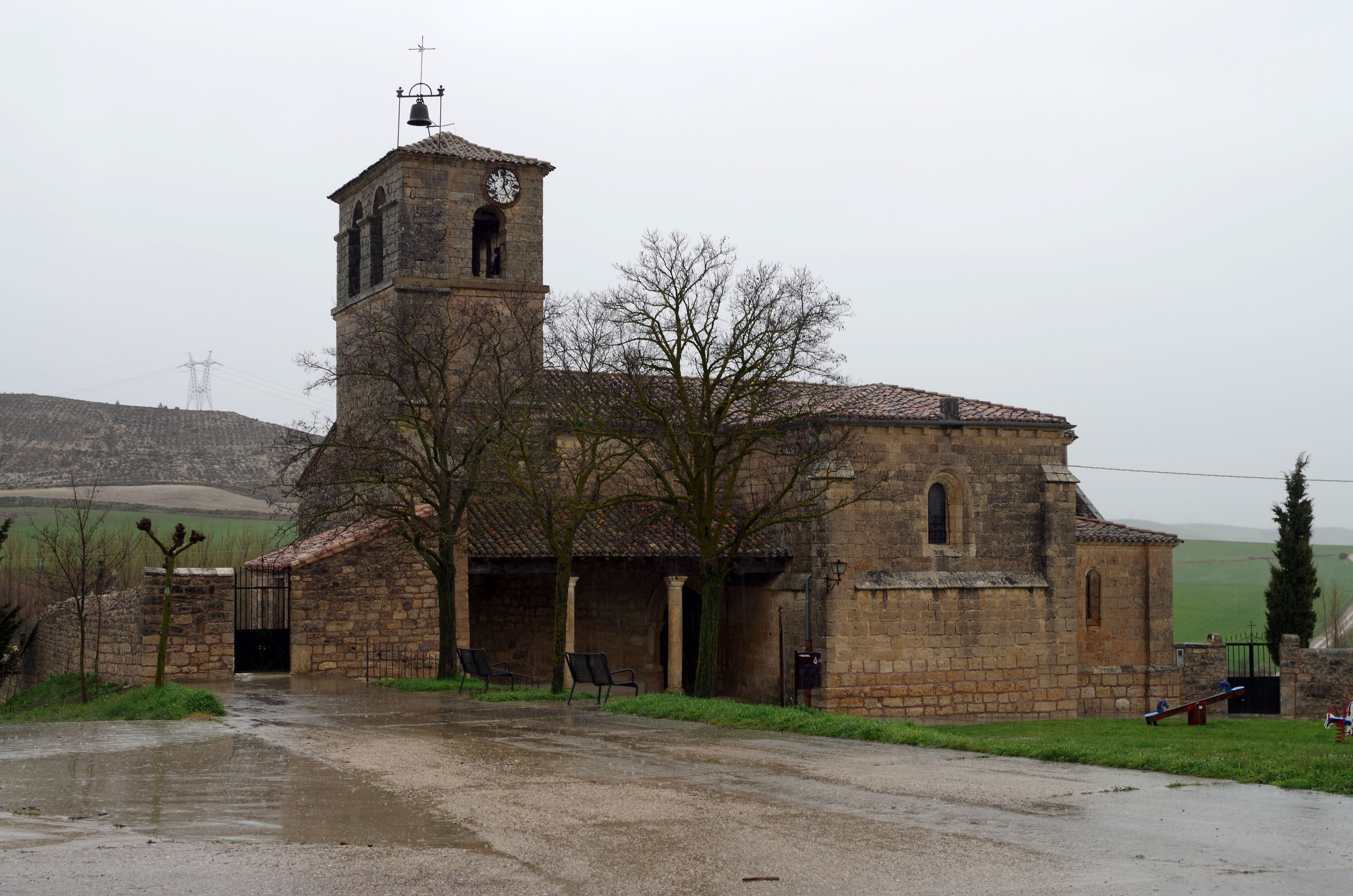
Michaeliskirche
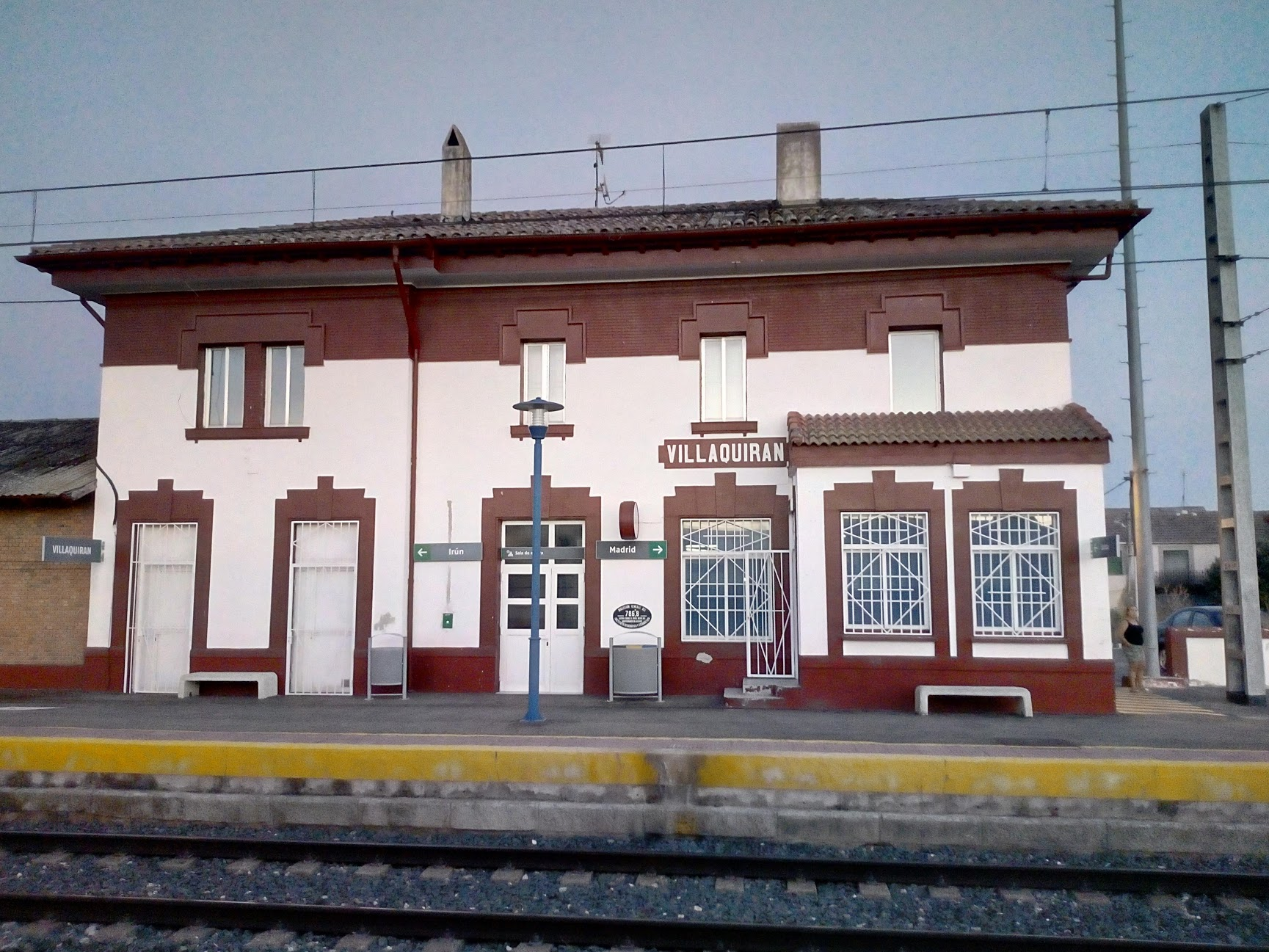
Empfangsgebäude des früheren Bahnhofs